# Жоб (художник)
Жак Мари Гастон Онфруа де Бревилль, известный под псевдонимом Жоб (фр. Jacques Onfroy de Bréville dit Job; 25 ноября 1858, Бар-ле-Дюк — 15 сентября 1931, Нёйи-сюр-Сен) — французский художник-иллюстратор и униформист, выдающийся мастер батального рисунка.

## Биография
Будущий художник окончил одну из самых известных и престижных частных школ Франции — коллеж Станислава в Париже. После этого он хотел поступить в Национальную высшую школу изящных искусств, но этому воспротивился его отец. Тогда Жак записался во французскую армию. Уже в 1882 году он вернулся в Париж, однако навсегда сохранил вкус к патриотизму и милитаризму, который перенёс в живопись. Только в 1886 году он поступил в Национальную школу и начал выставляться на Парижском салоне, где его работы получили смешанные отзывы.
После этого Жоб стал работать как иллюстратор, в том числе книг, предназначенных для подростков. Однако и здесь он выбирал книги с патриотическим сюжетом, а его рисунки с энциклопедической точностью воспроизводили военную форму и реалии изображаемой эпохи. Рисовал Жоб и карикатуры. А его иллюстрации к жизнеописанию Джорджа Вашингтона были высоко оценены в США.
Работа Жоба не осталась незамеченной. Он был награждён орденом Почётного легиона. Реконструированная студия Жоба является частью экспозиции музея Меца. Творчество художника, наряду с творчеством его коллег, Детайля и Кнётеля, считается вехой в живописной униформистике — научно корректном и художественно эффектном изображении военной формы различных эпох.

## Галерея (Наполеоновские войны)

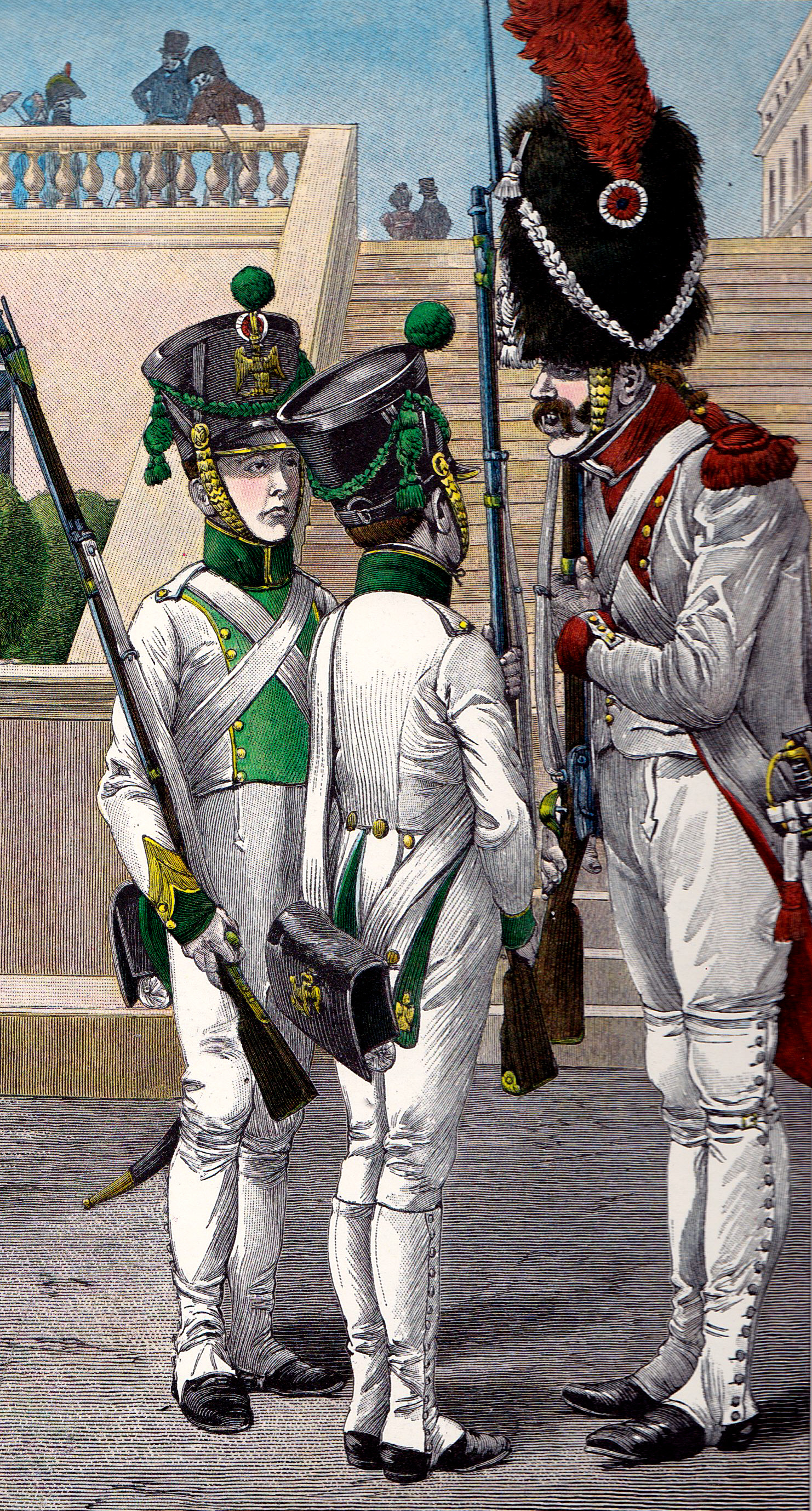
Голландский гренадер и конскрипты (воспитанники) Императорской гвардии.
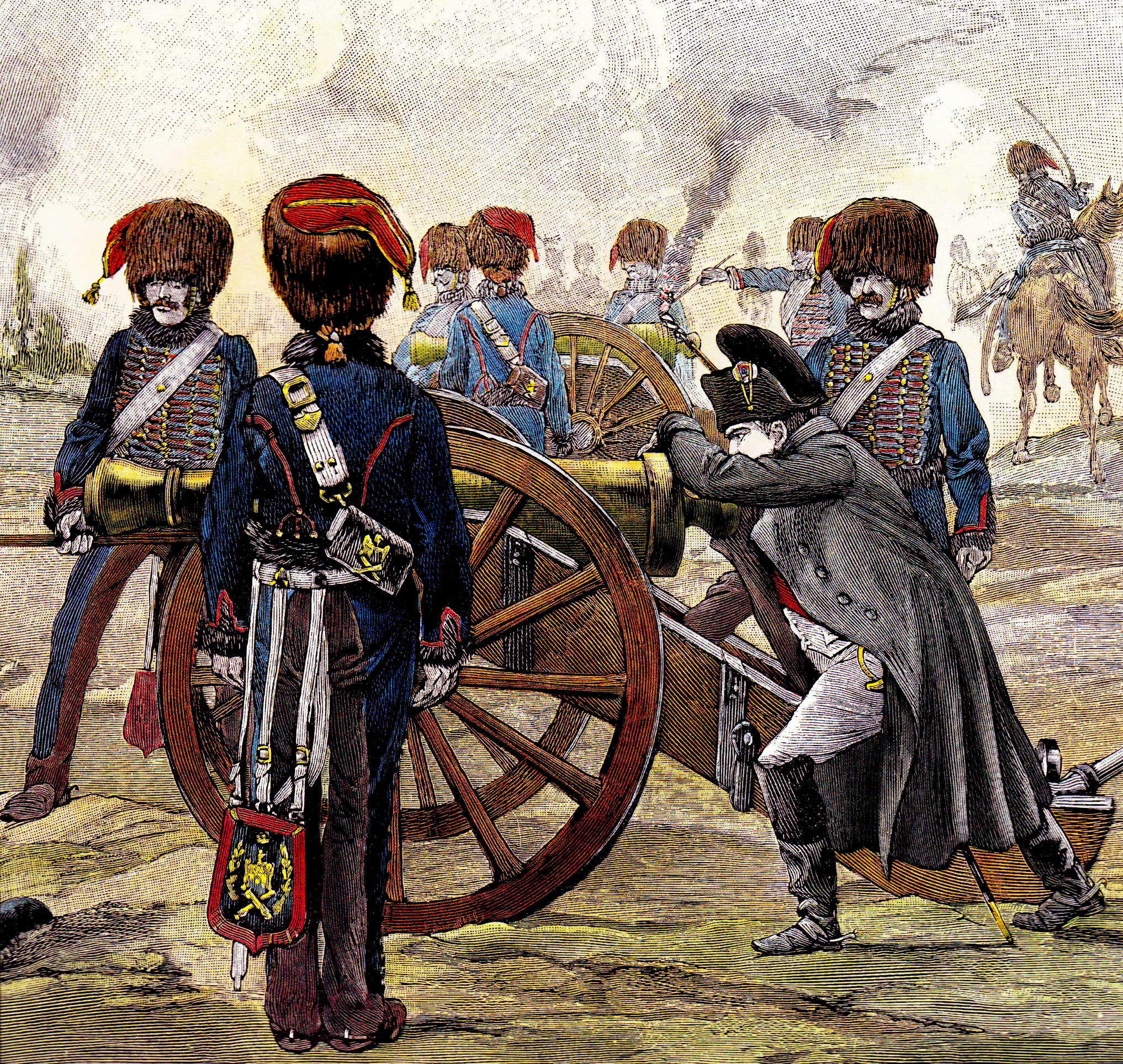
Император Наполеон наводит орудие гвардейской конной артиллерии.
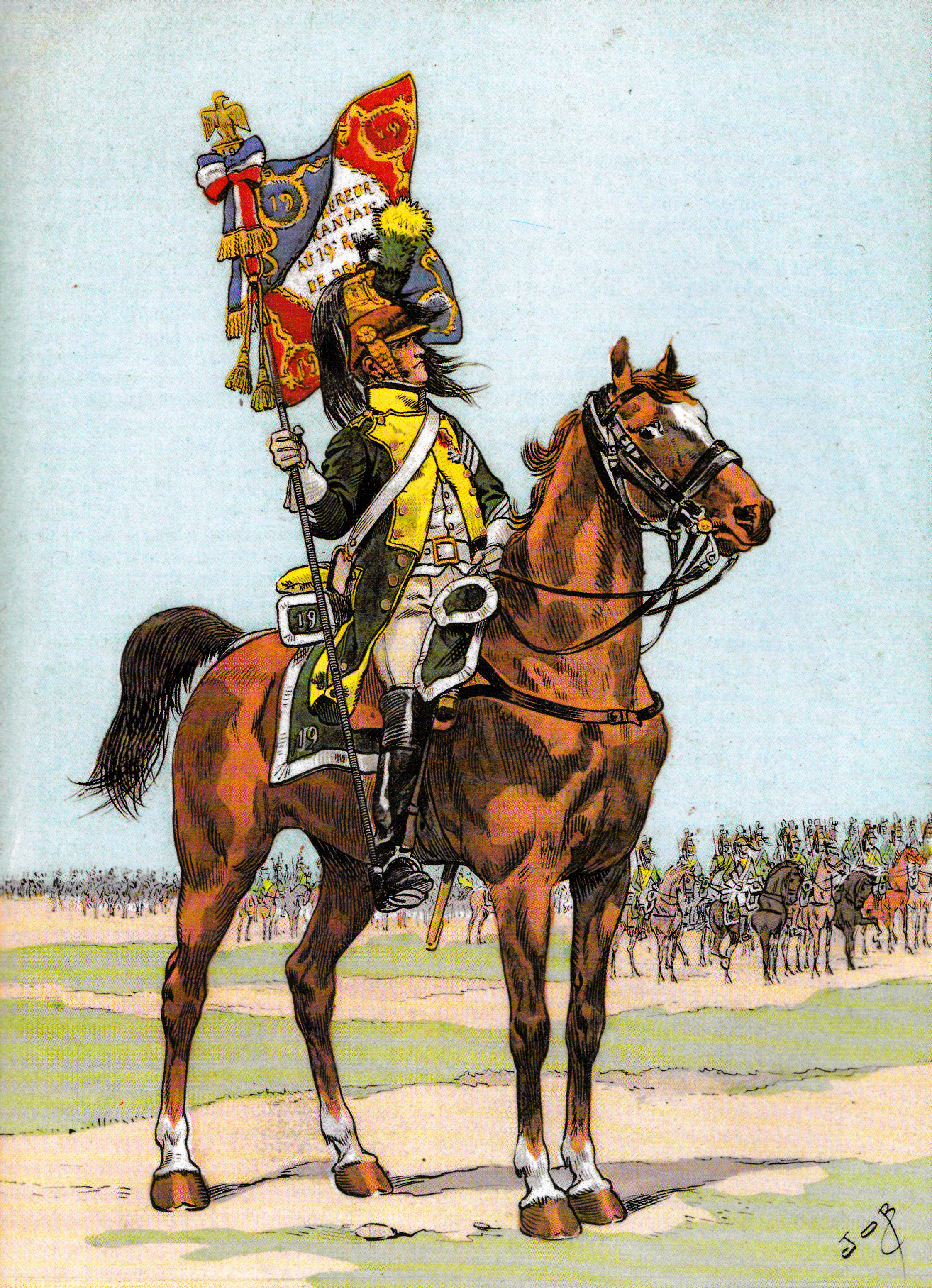
Драгун императрицы с орлом полка .
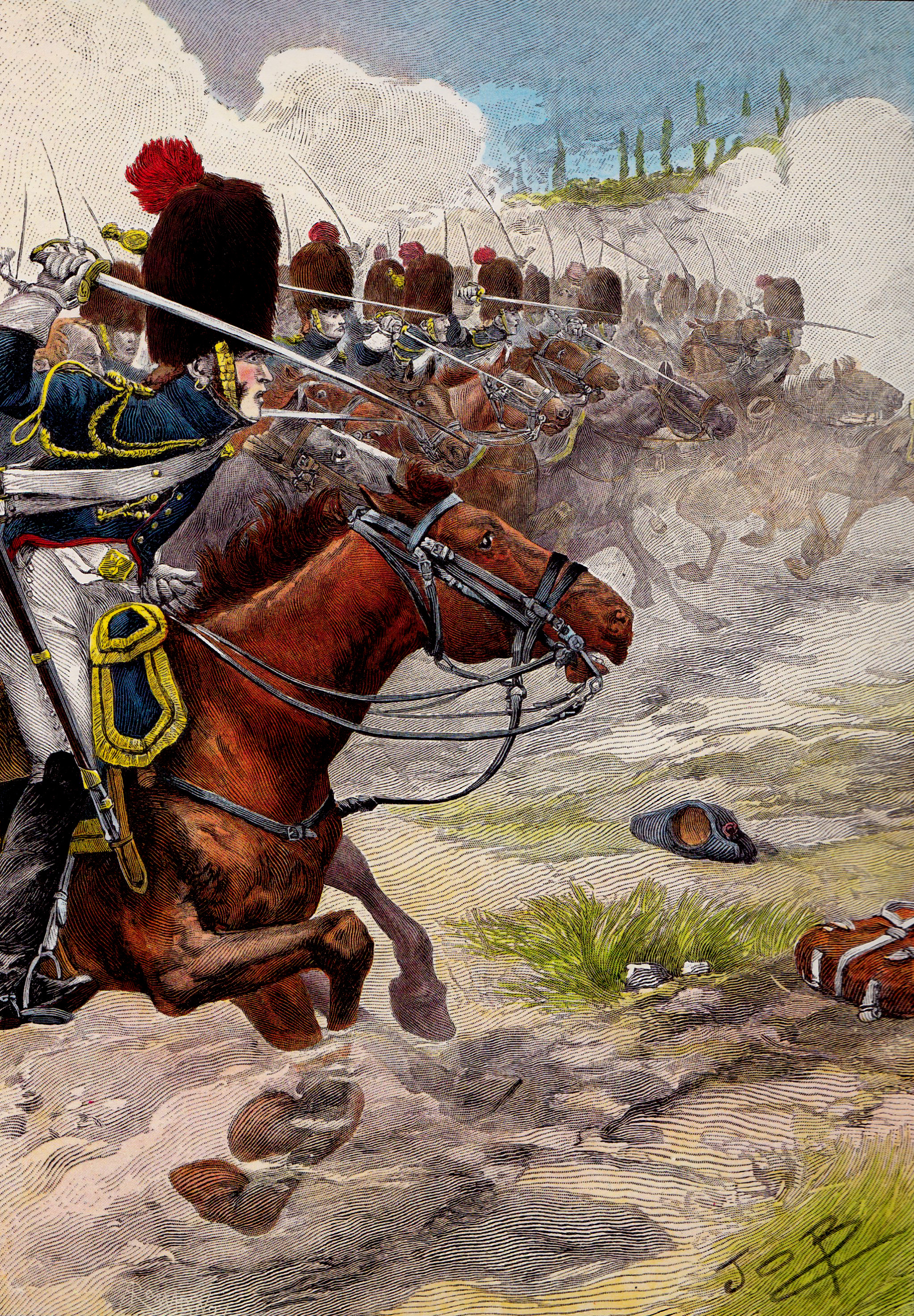
Конные гренадеры при Маренго.
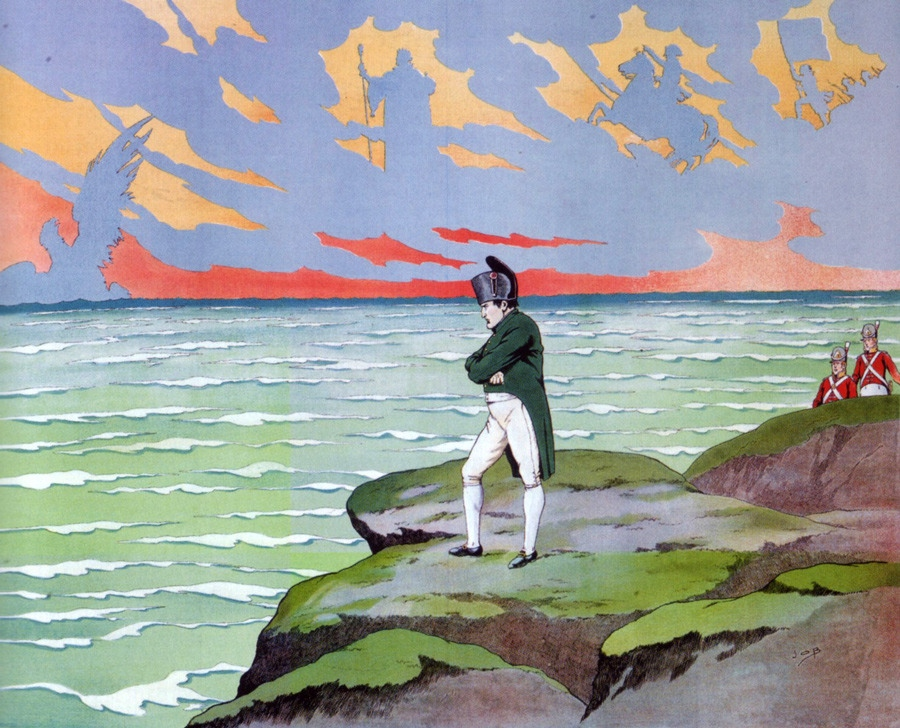
Наполеон на Святой Елене.
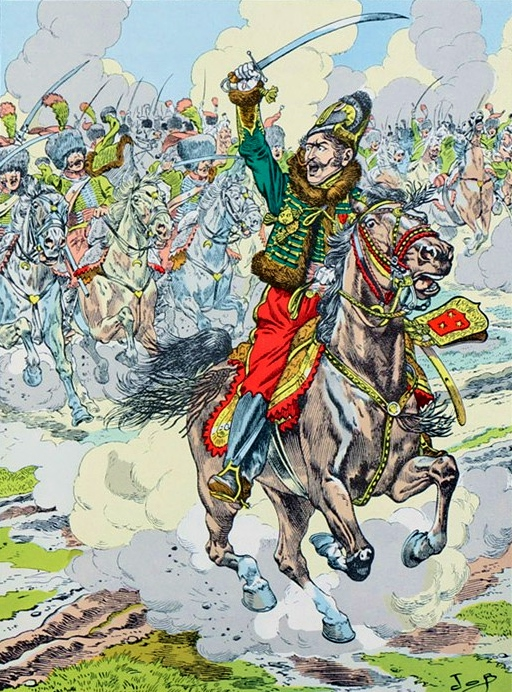
Генерал Лассаль возглавляет атаку.
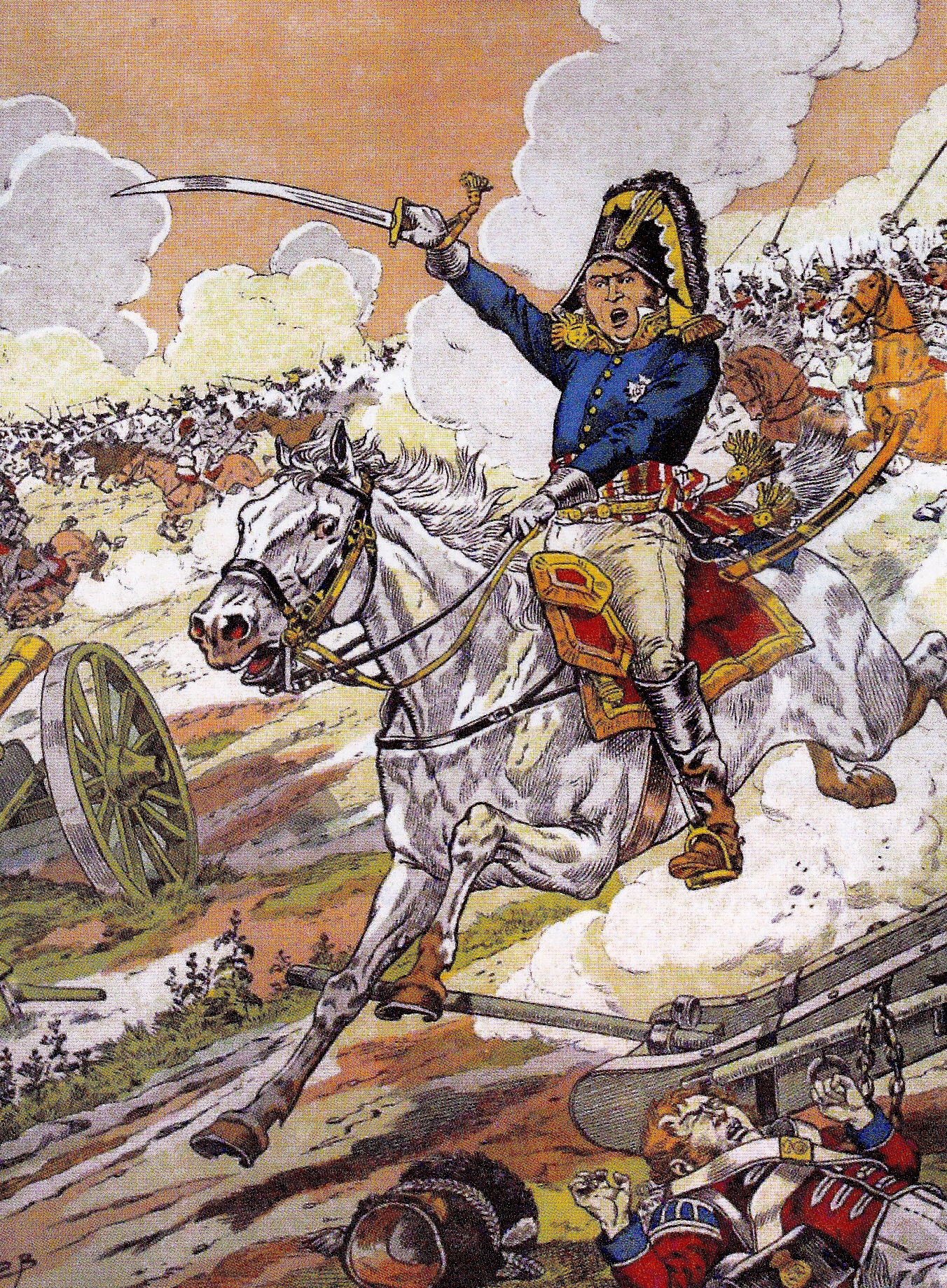
Генерал Келлерман в битве при Катр-Бра.
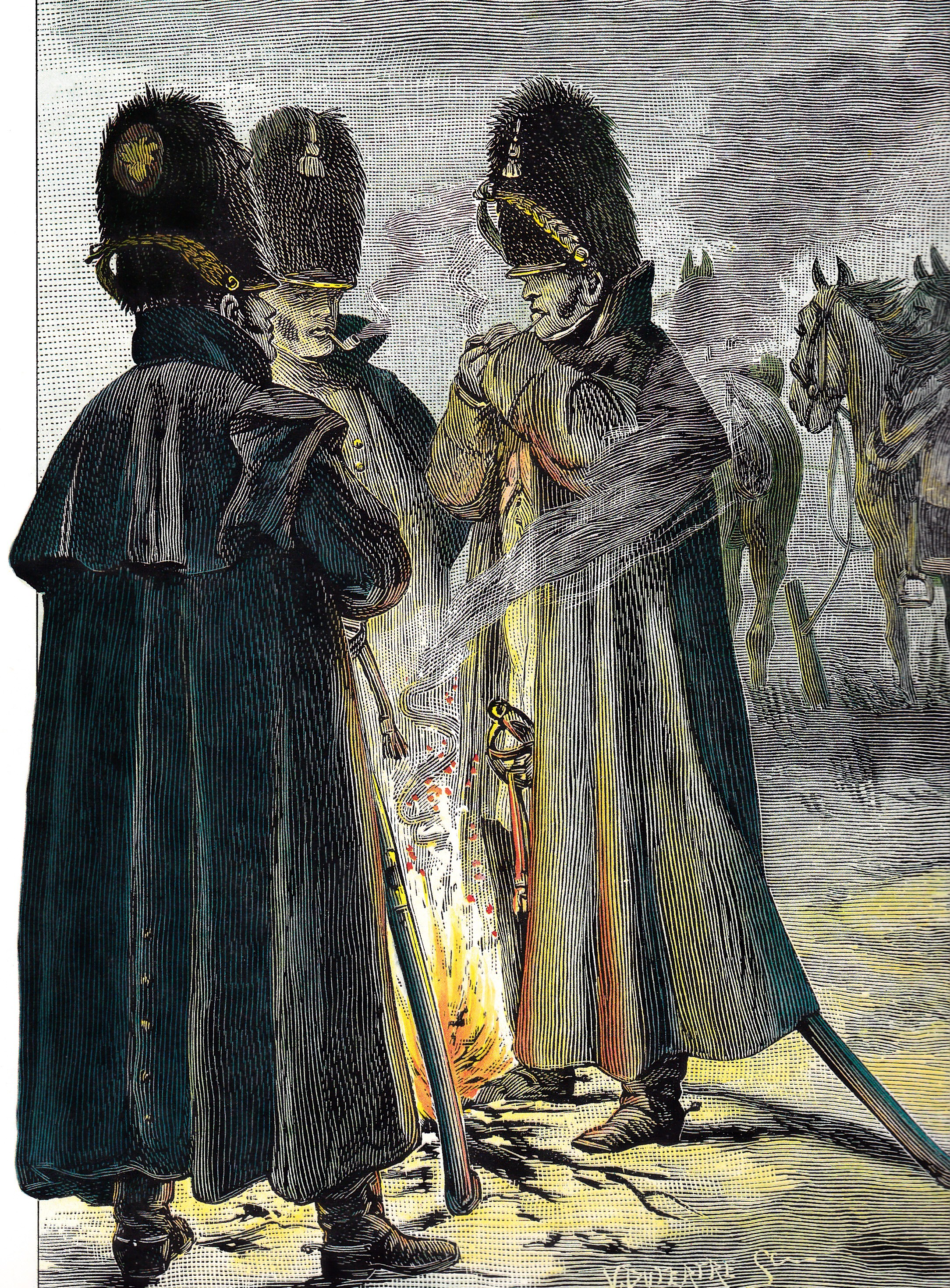
Отборные жандармы гвардии в Ольмюце, 1809 год.
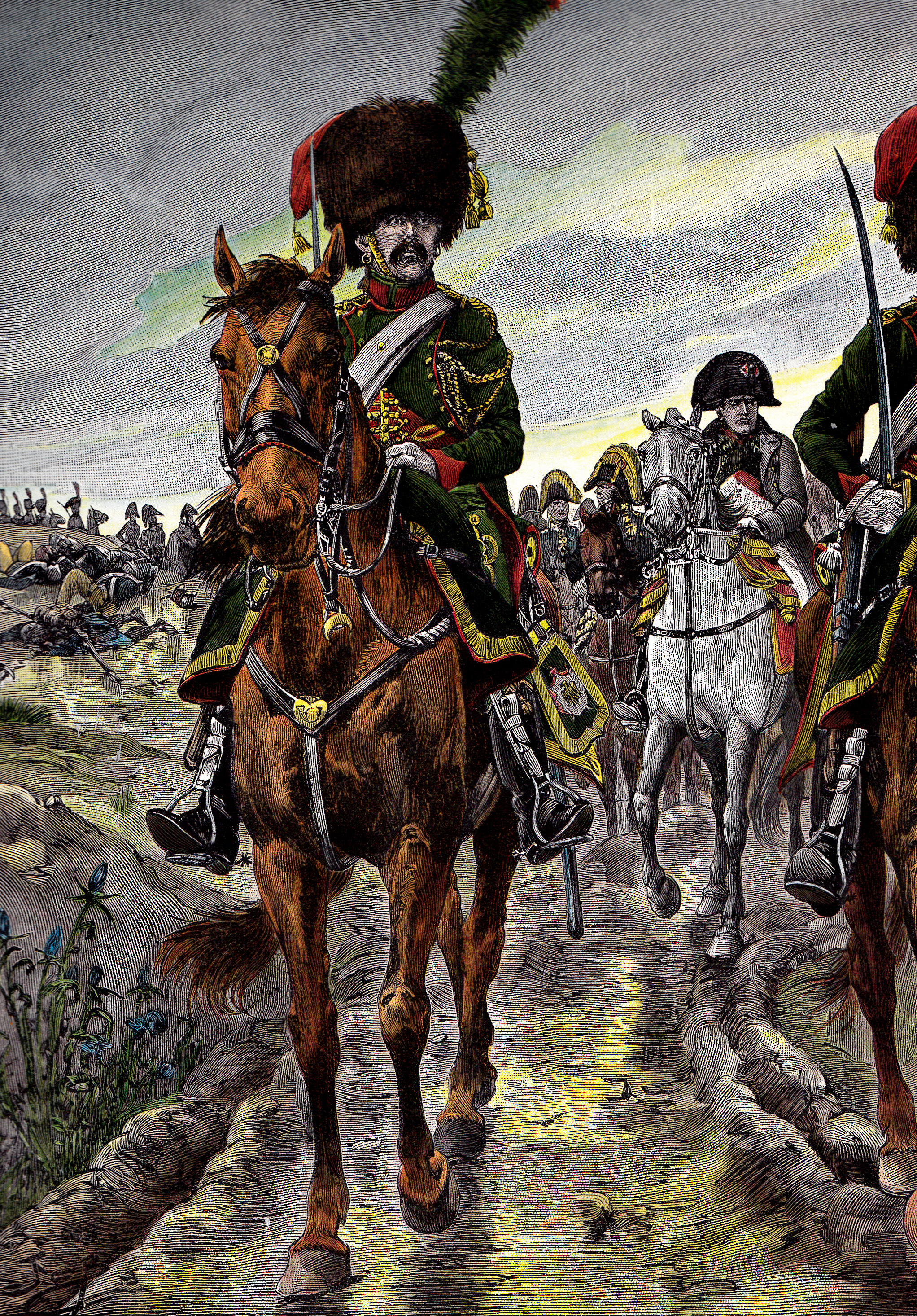
Конные егеря Императорской гвардии в эскорте Наполеона.
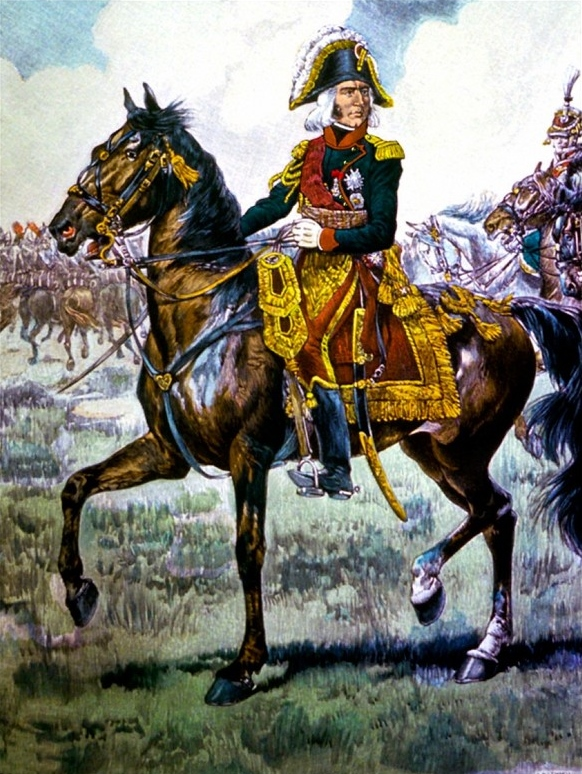
Жан-Батист Бессьер в мундире генерал-полковника гвардейской кавалерии.
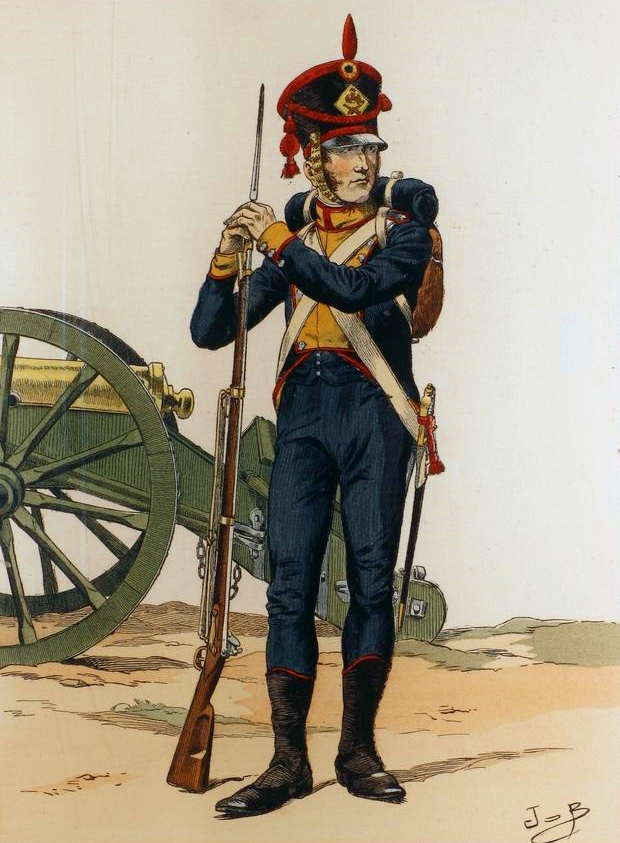
Артиллерист Невшательского батальона - де-факто личной гвардии маршала Бертье, герцога Невшательского.
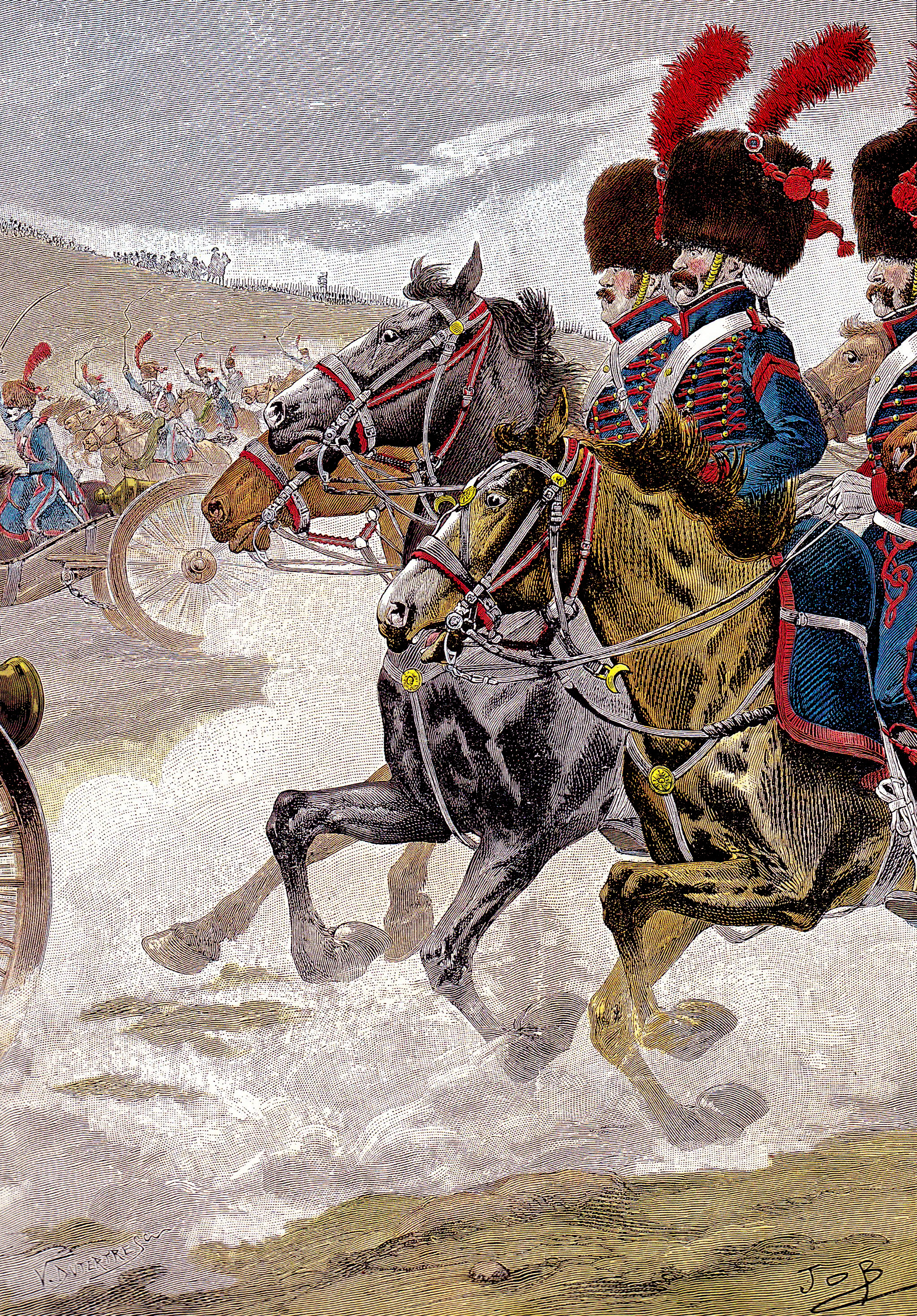
Гвардейская конная артиллерия при Ваграме.
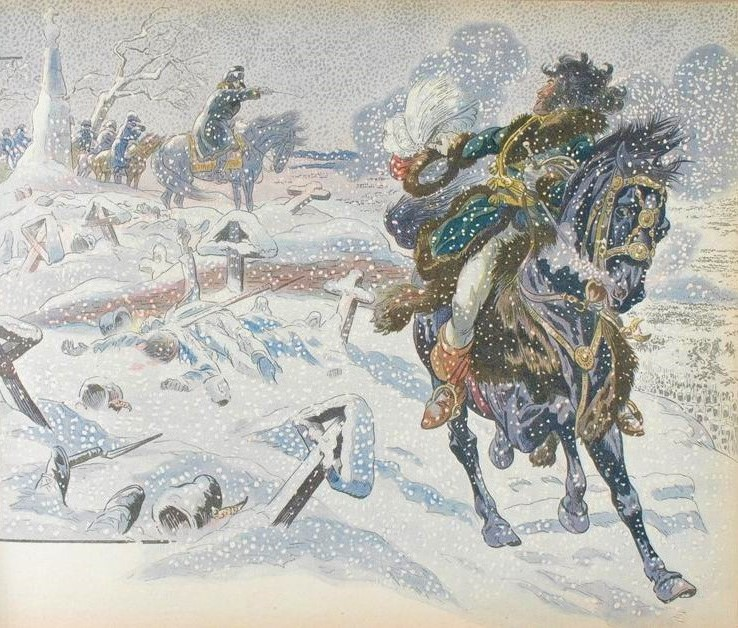
Наполеон и Мюрат при Эйлау.
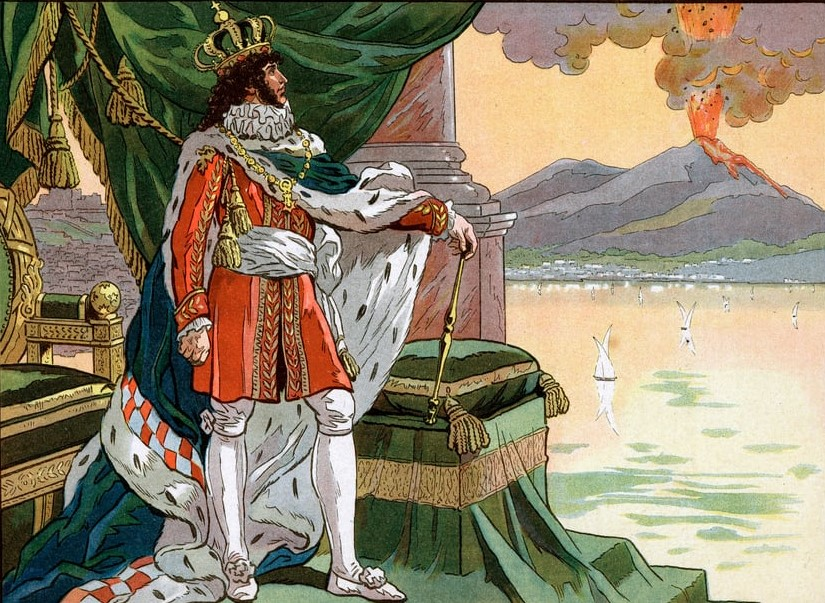
Иоахим Мюрат, король Неаполя, на фоне вулкана Везувий.
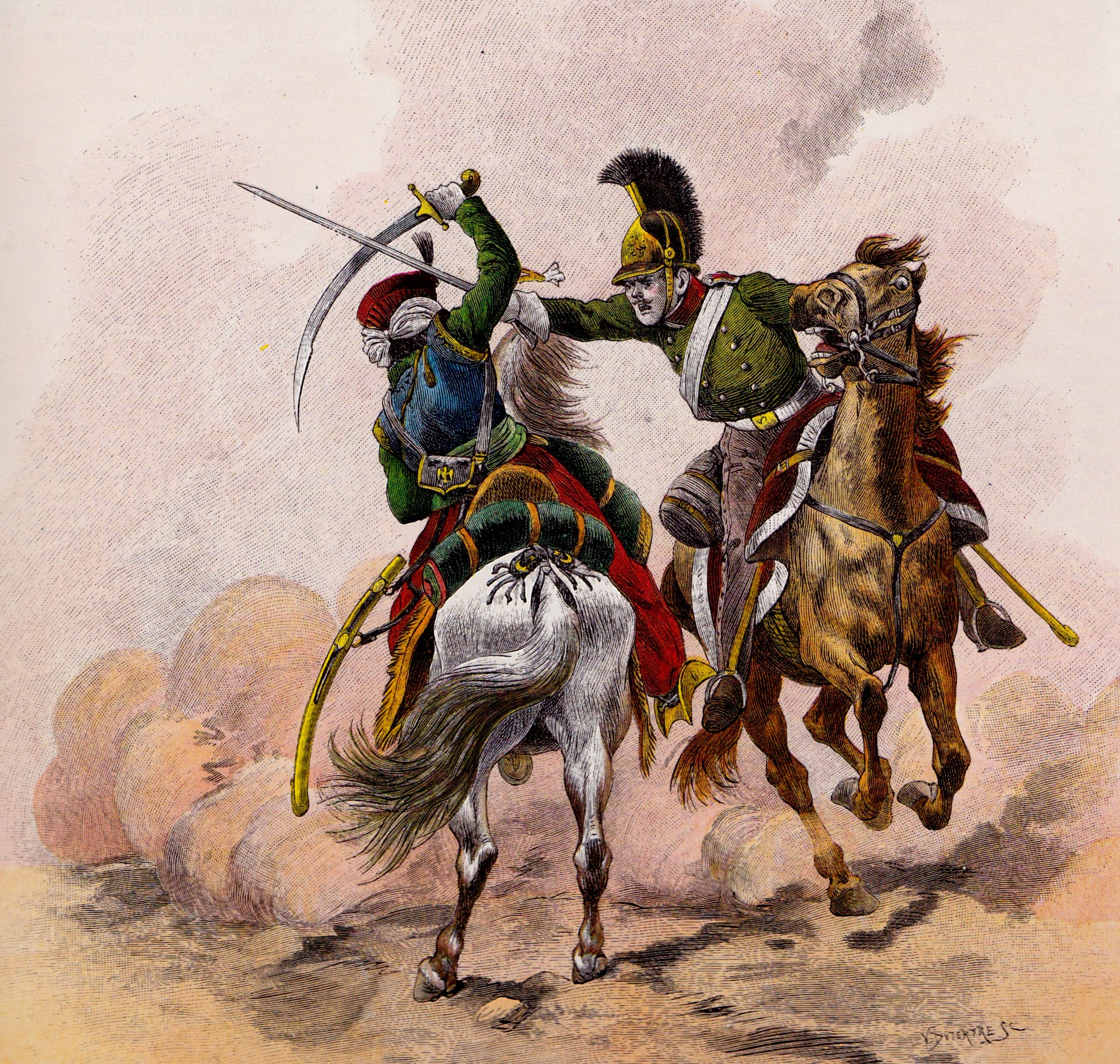
Сражение мамлюка наполеоновской гвардии с русским драгуном.